# Substitution (Lied)
Substitution ist ein Lied des französischen House-DJ Kungs und des deutschen DJs und Musikproduzenten Purple Disco Machine, in Kollaboration mit dem britischen Sänger Julian Perretta.

## Entstehung
Das Lied wurde von den Interpreten Valentin Brunel (Kungs), Julian Perretta und Tino Piontek (Purple Disco Machine), gemeinsam mit den weiteren Koautoren Dag Lundberg, Joacim Persson und Andrea Tirone, geschrieben beziehungsweise komponiert. Es beinhaltet ein Sample von Big in Japan (Alphaville), wodurch die Autoren Marian Gold, Bernhard Lloyd und Frank Mertens ebenfalls als Urheber von Substitution aufgeführt werden. Die Instrumentierung (E-Bass, Keyboard, Schlagzeug und Synthesizer) und Produktion erfolgten durch Kungs und Purple Disco Machine. Perretta war darüber hinaus für den Hauptgesang zuständig. Beim Keyboard und Synthesizer wurden sie von Matt Johnson unterstützt, die Gitarre wurde von Chi Thanh eingespielt. Die Musik wurde von Purple Disco Machine und Kungs produziert; Dag Daniel Osmund und Joacim Persson waren für die Gesangsproduktion zuständig. Die Abmischung erfolgte durch David Paulicke und das Mastering durch HP Mastering Hamburg.

## Veröffentlichung
Die Erstveröffentlichung von Substitution erfolgte als Single am 30. März 2023. Diese erschien als digitale 2-Track-Single zum Download und Streaming mit einer erweiterten Fassung als B-Seite. Die Single erschien durch Columbia Records und wurde durch Sony Music vertrieben. Am 7. Juli 2023 erschien eine Liveversion als digitaler Einzeltrack.

## Inhalt
Der Liedtext zu Substitution ist in englischer Sprache gehalten. Im Liedtext geht es um eine Person, die mit einer gescheiterten Beziehung nicht zurechtkommt. Das Tempo beträgt 124 Schläge pro Minute, die Tonart ist C-Moll.

## Mitwirkende
| Liedproduktion - Valentin Brunel (Kungs): E-Bass, Keyboard, Komponist, Liedtexter, Musikproduzent, Schlagzeug, Synthesizer - Marian Gold: Komponist, Liedtexter - Bernhard Lloyd: Komponist, Liedtexter - Dad Lundberg: Begleitgesang, Musikproduzent (Gesang) - Matt Johnson: Keyboard, Synthesizer - Frank Mertens: Komponist, Liedtexter - David Paulike: Abmischung - Julian Perretta: Komponist, Liedtexter, Gesang - Joacim Persson (Decco): Begleitgesang, Komponist, Liedtexter - Tino Piontek (Purple Disco Machine): E-Bass, Keyboard, Komponist, Liedtexter, Musikproduzent, Schlagzeug, Synthesizer - Chi Thanh: Gitarre - Andrea Tirone: Komponist, Liedtexte |

## Kommerzieller Erfolg

### Chartplatzierungen
Substitution stieg am 7. April 2023 auf Platz 77 der deutschen Singlecharts ein. Am 16. Juli erreichte es mit Platz 18 die bisherige Höchstplatzierung. In den Airplaycharts erreichte das Lied in der Chartwoche 26/2023 Rang zwei und musste sich lediglich Baby Don’t Hurt Me (Anne-Marie, David Guetta & Coi Leray) geschlagen geben, zudem belegte es Rang vier der Dancecharts (16. Juni 2023). 2023 belegte das Lied Rang 32 der Single-Jahrescharts sowie Rang zwei der Airplay-Jahrescharts, wo es sich lediglich Flowers (Miley Cyrus) geschlagen geben musste.
In Österreich erreichte Substitution Platz 18, in der Schweiz Platz 19 und in Frankreich Platz 26. Darüber hinaus erreichte die Single Top-10-Platzierungen in Belgien-Flandern, Belgien-Wallonien (je Rang 2) und den Niederlanden (Rang 5) sowie weitere Chartplatzierungen in Italien (Rang 52).
| ChartsChartplatzierungen | Höchstplatzierung | Wochen |
| ------------------------ | ----------------- | ------ |
| Deutschland (GfK)        | 18 (50 Wo.)       | 50     |
| Frankreich (SNEP)        | 26 (34 Wo.)       | 34     |
| Österreich (Ö3)          | 18 (32 Wo.)       | 32     |
| Schweiz (IFPI)           | 19 (24 Wo.)       | 24     |

| ChartsJahrescharts (2023) | Platzierung |
| ------------------------- | ----------- |
| Deutschland (GfK)         | 32          |
| Österreich (Ö3)           | 43          |
| Schweiz (IFPI)            | 79          |

### Auszeichnungen für Musikverkäufe
| Land/Region         | Auszeichnungen für Musikverkäufe (Land/Region, Auszeichnung, Verkäufe) | Verkäufe  |
| ------------------- | ---------------------------------------------------------------------- | --------- |
| Belgien (BRMA)      | Platin                                                                 | 40.000    |
| Deutschland (BVMI)  | Gold                                                                   | 300.000   |
| Frankreich (SNEP)   | Diamant                                                                | 333.333   |
| Griechenland (IFPI) | Gold                                                                   | 10.000    |
| Italien (FIMI)      | Platin                                                                 | 100.000   |
| Österreich (IFPI)   | Platin                                                                 | 30.000    |
| Polen (ZPAV)        | 3× Platin                                                              | 150.000   |
| Schweiz (IFPI)      | Platin                                                                 | 20.000    |
| Ungarn (MAHASZ)     | 6× Platin                                                              | 24.000    |
| Insgesamt           | 2× Gold · 13× Platin · 1× Diamant ·                                    | 1.007.333 |